# Moulay Ali Alaoui
Moulay Ali Alaoui (arabisch مولاي علي العلوي, DMG Mawlāya ʿAlī al-ʿAlawiyy; * 1924 in Marrakesch; † 1988 in Marokko) war ein marokkanischer Diplomat.

## Leben
Moulay Ali Alaoui besuchte das Lycée Lyautey de Casablanca. Am 16. August 1961 heiratete er in Rabat Lella Fatima Zohra, eine Schwester von Hassan II.

Am 25. April 1965 traf Moulay Ali Alaoui den Oppositionspolitiker Mehdi Ben Barka in Frankfurt am Main bei dessen Bruder Abdell Kader Ben Barka. Hassan II. ließ Moulay Ali Alaoui, seinen Botschafter in Paris, eine Nachricht an seinen früheren Mathematiklehrer Ben Barka überbringen: 

„Ich habe in Marokko eine Gleichung zu lösen“

Ben Barka fragte daraufhin den Botschafter Moulay Ali Alaoui: „Wird die Armee eine Öffnung nach links akzeptieren?“
Moulay Ali Alaoui versicherte, dass die Armee kein Problem sei. Ben Barka schlug eine Regierung der Union Nationale des Forces Populaires vor, die eine Reihe unabhängiger Persönlichkeiten einschloss, die dem König benannt werden sollten, und einen Zweijahresvertrag mit tiefgreifenden Reformen, darunter einer Agrarreform. Ben Barka erklärte, der Einladung von Hassan II., nach Marokko zurückzukehren, mit Vergnügen folgen zu wollen, sobald seine internationalen Verpflichtungen abgeschlossen seien. Im Oktober desselben Jahres wurde Mehdi Ben Barka in Frankreich auf Geheiß des marokkanischen Machtapparats ermordet.
Ab 1966 war Moulay Ali Alaoui Vorsitzender von Cosumar die staatliche Zuckerraffinade, später Vorsitzender der Société de Banque et de Crédit. Die Grande Nation dekorierte ihn mit dem Großkreuz der Ehrenlegion.